# Funcionalismo penal
O Funcionalismo Penal é o rompimento com a formalidade do direito penal, essa teoria é na verdade o pragmatismo puro. Alguns dogmas da Teoria Finalista da Ação são quebrados, como a vinculação do direito penal a realidades ontológicas. 
No Funcionalisno Penal o Direito Penal deve ser guiado pela finalidade precípua de proteção aos bens jurídicos mais relevantes; retoma-se avanço do Neokantismo na construção teleológica de conceitos; base em valores político-criminais; considera-se o caráter positivo da pena, que é o valor da norma para proteção de bens jurídicos e prevenção geral, sendo esse o fundamento da pena; desenvolvimento do  princípio da insignificância; flexibilização do sistema penal com base em valores de política criminal (o que se pretende com a lei, qual a finalidade que guiou o legislador?), (escusas absolutórias). Para Roxin, ação “é a manifestação da personalidade” esclarecendo que “ação é tudo que se pode atribuir a um ser humano como centro anímico-espiritual de ação” (Sheila Bierrenbach, p.72). A culpabilidade para Roxin se caracteriza pela soma de responsabilidade mais necessidade de pena. 
Funcionalismo Sistêmico (base em Günther Jakobs), consiste em que o crime é a quebra da confiança da sociedade provocada pelo individuo, produzindo com isso a disfunção social. O direito entra em campo para consertar essa disfunção. Expectativa social: maneira que as pessoas esperam que seja a conduta alheia. (normas violadas geram decepção).
Para essa filosofia de direito penal, quem não obedece as normas de forma reiterada é inimigo da sociedade (direito penal do inimigo,  aquele que viola a norma absentia de garantias), e a pena é a demonstração de vigência da norma. A função do Direito Penal é, portanto, restabelecer as expectativas violadas, reafirmando a validade da norma e assumindo uma prevenção geral positiva.
Funcionalismo Teleológico (base em Claus Roxin) protege os bens jurídicos relevantes, conhecido como garantismo, sendo necessário a verificação de todas as garantias antes da aplicação da norma.